# Revista Española de Quimioterapia
Revista Española de Quimioterapia, abgekürzt Rev. Esp. Quim., ist eine wissenschaftliche Fachzeitschrift, die von der Sociedad Española Quimioterapia veröffentlicht wird. Die Zeitschrift erscheint mit vier Ausgaben im Jahr. Es werden Arbeiten veröffentlicht, die sich mit der antimikrobiellen Chemotherapie beschäftigen.
Der Impact Factor lag im Jahr 2014 bei 0,797. Nach der Statistik des ISI Web of Knowledge wird das Journal mit diesem Impact Factor in der Kategorie Pharmakologie und Pharmazie an 223. Stelle von 254 Zeitschriften und in der Kategorie Mikrobiologie an 107. Stelle von 119 Zeitschriften geführt.